# 安大熙
安大熙（：／ An Dae-hui，1955年3月31日—），大韓民国地方检察官、裁判官、律师。曾担任过大法官，因坚持对权力层的腐败打击，因此有国民检察官之譽。2014年5月22日，朴槿惠总统提名他为新一任的国务总理，但在5月28日他放弃总理提名。

## 经历
韩国庆尚南道咸安郡人，在首尔京畿高等学校毕业后进入首爾大學法律系，后中途退学，20岁时通过第17届司法考试。在司法研修院研修后担任陆军法务官一职，25岁时成为最年轻的检察官。曾在1980年任首爾地方检察官、大检察厅（最高检察厅）中央调查部部长直至2006年。期间在2003年主持调查大国家党提出的总统选举资金不正之风，对韩国的政经界进行大规模调查。2006年，安大熙担任大法院法官，至2012年辞职。退任后他开设律师事务所当律师，半年间收入达到11亿韩元，此事在他被提名总理后受到舆论的争议。随后于2012年韩国总统选举时加入新国家党的朴槿惠阵营，并曾担任政治改革特别委员会委员长一职。总统选举结束后，安大熙离党再次开展律师活动，担任建国大学法学院客座教授、国税厅税务调查监督委员会首任委员长等职务。
2014年5月22日，韩国总统朴槿惠任命安大熙出任大韓民國國務總理，接替因世越号沉没事故引咎辞职的郑烘原，但後來他在5月28日辭任，朴槿惠隨即改為任命前《中央日報》主編、首爾大學言論情報學教授文昌克為總理。